# Filles missionnaires de Marie
Les filles missionnaires de Marie (en latin : Instituti Sororum Filiarum Mariae Missionalium) forment une congrégation religieuse féminine missionnaire et enseignante de droit pontifical.

## Histoire
Les origines de la congrégation remontent à l'union pieuse des Filles de Marie de Pigna, association dirigée par le Père Hyacinthe Bianchi (it) (1835-1914). Ce dernier accepte la demande du chanoine génois Antoine Belloni de soutenir l'orphelinat de Bethléem, qu'il a fondé peu de temps auparavant. Le 11 février 1875, six filles de Marie commencent la vie commune pour se préparer spirituellement à l'œuvre en Palestine.
Les sœurs doivent bientôt quitter l'orphelinat et retournent dans leur patrie. Avant de mourir, Bianchi confie la direction de la communauté à Édouard Bretoni (1864-1945), évêque de Reggio d'Émilie, sous la direction duquel la congrégation se développe et obtient le décret pontifical le 1er mai 1934 et l'approbation définitive du Saint-Siège le 26 janvier 1942. 

## Activités et diffusion
Les sœurs aident les missionnaires dans leur œuvre d'évangélisation et s'occupent de l'enseignement des jeunes. 
Elles sont présentes en: 
- Europe : Italie.
- Afrique : Côte d'Ivoire, République centrafricaine.
- Amérique : Brésil, Équateur.

La maison-mère est à Rome.
En 2017, la congrégation comptait 86 sœurs dans 19 maisons.